# Leninizem
Leninizem je oznaka za določeno razumevanje družbeno-političnih problemov sveta in njegovega razvoja, je Leninova interpretacija in praktična aplikacija marksizma. Oblikoval ga je v obdobju od konca 19. stoletja do tridesetih let 20. stoletja. 

## Zgodovinski razvoj
Po smrti Karla Marxa in Friedricha Engelsa se je kapitalistični sistem razvijal naprej, spremembe pa so poskušali marksisti analizirati in spoznati njihovo bistvo. Tako sta se oblikovala dva glavna tokova: (a) v Zahodni Evropi je prevladal revizionizem, kar je oznaka za predrugačeno vizijo Marxovih naukov, pri čemer je ključno zavračanje revolucionarnega duha marksizma, (b) oblikoval se je tudi tok, ki je bolj kritično vrednotil položaj delavskega razreda in se bolj goreče zavzel za zmago socializma v novih razmerah. Med slednje sodijo  Leninovi pogledi.
Lenin se je ukvarjal predvsem z vprašanjem odnosa revolucionarnega proletariata do države in parlamenta. Zanimala ga je oblika in vsebina oblasti delavskega razreda, vprašanje strategije in taktike revolucionarne borbe, organizacije partije, odnos proletariata do vojne, do nacionalnega vprašanje, še najpomembnejši pa so njegovi zaključki o bistvu in zgodovinskem pomenu imperializma, o možnosti začetka in zmage socialistične revolucije v nerazviti državi.

## Leninova misel
Paradigma leninizma se glasi, da »brez revolucionarne teorije ni revolucionarnega gibanja«. Za Lenina je bila zato organizacija partije izjemnega pomena in je bila zanj osnovna predpostavka uspešnega boja proletariata zoper buržoazijo. Tako se je zoperstavil teoriji spontanosti v mednarodnem delavskem gibanju in je zahteval močno partijo, vodilno moč delavskega razreda. Dolžnost pripadnikov organizacije je organizirati in voditi množice. Tako stališče je nasprotno mnenju, da naj se organizacija v imenu množice bori za socialistične cilje. Njegovo razumevanje partije je vključevalo principe demokratičnega centralizma in široke izmenjave stališč znotraj tega okvira. O politični partiji je pisal v pomembnih delih, kot so Kaj storiti? (1902), Korak naprej, dva koraka nazaj (1904), Otroška bolezen levičarstva v komunizmu (1920).
O socialistični revoluciji je pisal zlasti s stališča, kako naj uspe v nerazviti kapitalistično urejeni družbi. V kolikor so razredni antagonizmi v družbi zaostreni in mednarodne razmere konfliktne, lahko proletariat po Leninovem mnenju zmaga in prične s socialističnim prevratom, čeprav utegne to zahtevati nadčloveško požrtvovalnost. Najbližji zaveznik proletariatu so siromašni kmetje. Posebno pomembni so njegovi teoretični poudarki glede socialistične revolucije in diktature proletariata. Najbolj znano delo o tem nosi naslov Taktiki socialdemokracije v demokratični revoluciji (1905).
Ključno vprašanje diktature proletariata je po Leninu ustvarjanje tipa družbene organizacije, v kateri bo oblast v rokah delavnega ljudstva in ne obratno, torej da bo oblast nad proletarci. V tem smislu nadaljuje Marxovo in Engelsovo misel o tem, da mora država v socializmu odmreti. Prav zato je v začetku revolucije večkrat poudarjal pomen neposrednega upravljanja prek komun. Lenin se je tako postavil zoper dve socialistični interpretaciji tega vprašanja. Zavrnil je socialdemokratsko teorijo o čistem demokratizmu in birokratsko-etatistično teorijo, ki je stremela k diktaturi birokracije. O tem je največ pisal v Država in revolucija (1917) in Narodne naloge sovjetske oblasti (1918). 
V kontekstu narodnega vprašanja je zahteval popolno enakost vseh narodov, prav tako glede samoopredelitve in odcepitve narodov. Menil je namreč, da samo popolna afirmacija takih stališč zagotavlja uspešen boj zoper vse vrste nacionalizmov in uresničenjem težnje združitve delavcev vseh narodnosti v mednarodno skupnost. Najbolj pomembna dela s tega področja so Nacionalno vprašanje v našem programu (1903), Kritični zapisi o nacionalnem vprašanju (1923) in Socialistična revolucija ter pravica narodov do samoopredelitve.
V delih, kot sta Razvoj kapitalizma v Rusiji (1899) in Imperializem kot najvišji stadij kapitalizma (1917), je razdelal gospodarsko in politično bistvo imperialistične faze kapitalizma, pri čemer je pokazal, da je to monopolistični kapitalizem, za katerega je značilno: koncentracija industrijske proizvodnje, razumevanje sveta kot nedeljivega tržišča, izvoz kapitala, vladavina in ustanavljanje mednarodnih monopolističnih zvez kapitalistov, da bi  razdelili svet.

## Leninizem in filozofija
Lenin je v svoji interpretaciji marksizma obranil pomen marksističnega  materializma in dialektike, pri čemer je dokazoval neizbežnost pri znanstvenem obravnavanju družbenega razvoja. Ostro se je zoperstavil neokantovskemu revizionizmu, ki je bil tedaj navzoč.
Bil je zelo kritičen do lastnih stališč in pogledov ter se na tak način zavzel za neprestani razvoj filozofske misli. Možnost razvoja je videl predvsem v plodnem razpravljanju o vsem, kar je pomembnega v filozofiji in kar napreduje spoznanje o človeštvu in razvoj. Tako je v marksistično misel vnesel močno komponento, nasprotno dogmatizmu, kenservativizmu in samozadovoljstvu. 